# هافيلسان
هافيلسان هي شركة برمجيات وأنظمة تركية لها حضور تجاري في قطاعي الدفاع وتكنولوجيا المعلومات. يقع مقرها الرئيسي في أنقرة ، تركيا، ولها شركات ومكاتب فرعية في جميع أنحاء تركيا وخارجها. تنشط هافيلسان في الغالب في مجالات (C4ISR) وأنظمة القتال البحرية وتطبيقات الحكومة الإلكترونية وأنظمة المراقبة واستخبارات الاتصالات وأنظمة المعلومات الإدارية وأنظمة المحاكاة والتدريب والدعم اللوجستي وأنظمة الأمن الداخلي وأنظمة إدارة الطاقة.

## منتجات
- باها: طائرة مسيرة.[1]
- براكان: مركبة برية مسلحة غير مأهولة.[2]

## وصلات خارجية
موقع الشركة الرسمي